# قوی‌ترین مردان جهان
مسابقات قویترین مردان جهان WSM (به انگلیسی: World's Strongest Man) بزرگ‌ترین و مهم‌ترین مسابقات بین‌المللی قدرتی است که از ۱۹۷۷ میلادی هر ساله برگزار می شود. در حال حاضر این مسابقه توسط شرکت مدیریت رویدادهای ورزشی IMG سازماندهی و برگزار می‌شود. این رویداد تنها در سال ۱۹۸۷ برگزار نشده‌است. ناظران WSM، تورنمنت‌های بین المللی قدرتی مانند آرنولد استرانگمن، قوی ترین مردان اروپا، قوی ترین مردان بریتانیا و مسابقات قدرتی که هرساله در تقویم مسابقات قدرتی تحت عنوان Giants Live در سطح جهانی برگزار می‌شوند را رصد می‌کنند و آماده ترین‌های هر سال را از بین ورزشکاران برتر این تورنمنت‌ها شناسایی و به مسابقه WSM سال بعد دعوت می‌کنند. از این رو، برای حضور در رقابت‌های WSM، ورزشکاران باید در این مسابقات و تورنمنت‌ها به‌طور مستمر شرکت کنند تا آمادگی خود را برای ناظران WSM به معرض نمایش بگذارند و اعتبار حرفه ای را برای واجد صلاحیت و دعوت شدن به این مسابقات بدست آورند. قوی ترین مردان جهان پخش زنده ندارد ولی هر ساله پس از ضبط، تدوین و آماده سازی فیلم مسابقات، امتیاز حق پخش قسمت های آن توسط شرکت IMG به چند شبکه آمریکایی و بریتانیایی برای پخش تلویزیونی واگذار می شود.
در مسابقات قوی ترین مردان جهان کیفیت آیتم‌ها و سنگینی وزنه‌ها هر ساله نسبت به قبل اندکی ارتقا پیدا می‌کند. کشورهای ایسلند، آمریکا، انگلستان و فنلاند از دیرباز در این رشته قدرتی مطرح و ورزشکاران آنها حائز بیشترین تعداد قهرمانی‌ها هستند.
در ساختار برگزاری مسابقات در چندین سال اخیر معمولاً ۲۵ شرکت کننده در ۵ گروه پنج نفره یا ۳۰ نفر در ۵ گروه شش نفره قرار می‌گیرند و در پنج آیتم مقدماتی رقابت می‌کنند. سپس دو نفر برتر در هر گروه به مرحلهٔ فینال مسابقات صعود می‌کنند و فینال با ۱۰ نفر برگزار می‌شود. به ۳ نفر برتر کاپ قهرمانی اهدا می‌شود.
در سطح جهانی، کشور ایران در این رشته قدرتی جایگاهی ندارد اما سلطان بطهایی با اصلیت ایرانی در سال ۲۰۰۵، رضا قرایی در سال ۲۰۰۶، و پیمان ماهری‌پور در سال ۲۰۱۷ و ۲۰۱۸ به این مسابقات دعوت شده و حضور داشتند که هیچ‌کدام نتوانسته‌اند به فینال راه پیدا کنند.

## جدول قهرمانان ادوار رقابت‌ها
| سال  | برنده                  | نائب قهرمان           | مقام سوم              | محل برگزاری                   |
| ---- | ---------------------- | --------------------- | --------------------- | ----------------------------- |
| ۱۹۷۷ | بروس ویلهلم            | باب یانگ              | کن پاترا              | یونیورسال پیکچرز، کالیفرنیا   |
| ۱۹۷۸ | بروس ویلهلم (۲)        | دون راینهود           | لارس هدلاند           | یونیورسال پیکچرز، کالیفرنیا   |
| ۱۹۷۹ | دون راینهود            | لارس هدلاند           | بیل کازمایر           | یونیورسال پیکچرز، کالیفرنیا   |
| ۱۹۸۰ | بیل کازمایر            | لارس هدلاند           | جف کیپس               | باشگاه پلی‌بوی، ورنون، نیوجرسی |
| ۱۹۸۱ | بیل کازمایر (۲)        | جف کیپس               | دیو وادینگتون         | باشگاه پلی‌بوی، ورنون، نیوجرسی |
| ۱۹۸۲ | بیل کازمایر (۳)        | تام مگی               | جان گمبل              | کوه جادویی، کالیفرنیا         |
| ۱۹۸۳ | جف کیپس                | ژان پال سیگمارسون     | سایمون ولفس           | کرایست‌چرچ، نیوزیلند           |
| ۱۹۸۴ | ژان پال سیگمارسون      | آب وولدرز             | جف کیپس               | مورا، سوئد                    |
| ۱۹۸۵ | جف کیپس (۲)            | ژان پال سیگمارسون     | سیس د ورفد            | کشکایش، پرتغال                |
| ۱۹۸۶ | ژان پال سیگمارسون (۲)  | جف کیپس               | آب وولدرز             | نیس، فرانسه                   |
| ۱۹۸۷ | برگزار نشد             | برگزار نشد            | برگزار نشد            | برگزار نشد                    |
| ۱۹۸۸ | ژان پال سیگمارسون (۳)  | بیل کازمایر           | جمی ریوز              | بوداپست، مجارستان             |
| ۱۹۸۹ | جمی ریوز               | آب وولدرز             | ژان پال سیگمارسون     | سان سباستیان، اسپانیا         |
| ۱۹۹۰ | ژان پال سیگمارسون (۴)  | O.D. ویلسون           | ایلکا نومیستو         | یوئنسو، فنلاند                |
| ۱۹۹۱ | مگنوس ور مگنوسون       | هنینگ تورسن           | گری تیلور (وزنه‌بردار) | تنریفه، جزایر قناری           |
| ۱۹۹۲ | تد ون در پاره          | مگنوس ور مگنوسون      | جمی ریوز              | ریکیاویک، ایسلند              |
| ۱۹۹۳ | گری تیلور (وزنه‌بردار)  | مگنوس ور مگنوسون      | ریکو کیری             | اورانژ، ووکلوز، فرانسه        |
| ۱۹۹۴ | مگنوس ور مگنوسون (۲)   | مانفرد هوبرل          | ریکو کیری             | سان سیتی، آفریقای جنوبی       |
| ۱۹۹۵ | مگنوس ور مگنوسون (۳)   | گریت بادنهورست        | مارکو وارالهتی        | ناسائو                        |
| ۱۹۹۶ | مگنوس ور مگنوسون (۴)   | ریکو کیری             | گریت بادنهورست        | پورت‌لوئیس، موریس              |
| ۱۹۹۷ | جوکو اولا              | فلمینگ راسموسن        | مگنوس ساموئلسون       | اقامتگاه پریم ولی، نوادا      |
| ۱۹۹۸ | مگنوس ساموئلسون        | جوکو اولا             | ووت زیجلسترا          | طنجه، مراکش                   |
| ۱۹۹۹ | جوکو اولا (۲)          | جان ویرتانن           | اسوند کارلسن          | والتا                         |
| ۲۰۰۰ | جان ویرتانن            | اسوند کارلسن          | مگنوس ساموئلسون       | سان سیتی، آفریقای جنوبی       |
| ۲۰۰۱ | اسوند کارلسن           | مگنوس ساموئلسون       | جان ویرتانن           | آبشار ویکتوریا، زامبیا        |
| ۲۰۰۲ | ماریوس پوجانوفسکی      | زیدروناس ساویتسکاس    | ریموندز برگمانیس      | کوالا لامپور، مالزی           |
| ۲۰۰۳ | ماریوس پوجانوفسکی (۲)  | زیدروناس ساویتسکاس    | واسیل ویراستیوک       | آبشار ویکتوریا، زامبیا        |
| ۲۰۰۴ | واسیل ویراستیوک        | زیدروناس ساویتسکاس    | مگنوس ساموئلسون       | ناسائو                        |
| ۲۰۰۵ | ماریوس پوجانوفسکی (۳)  | جسی مارونده           | دومینیک فیلیو         | چنگدو                         |
| ۲۰۰۶ | فیل فیستر              | ماریوس پوجانوفسکی     | دان پوپ               | سانیا                         |
| ۲۰۰۷ | ماریوس پوجانوفسکی (۴)  | سباستین ونتا          | تری هالندز            | آناهایم، کالیفرنیا            |
| ۲۰۰۸ | ماریوس پوجانوفسکی (۵)  | درک پاوندستون         | دیو اوستلوند          | چارلستون، ویرجینیای غربی      |
| ۲۰۰۹ | زیدروناس ساویتسکاس     | ماریوش پوجانوفسکی     | برایان شاو            | والتا                         |
| ۲۰۱۰ | زیدروناس ساویتسکاس (۲) | برایان شاو            | میخائیل کوکلایف       | سان سیتی، آفریقای جنوبی       |
| ۲۰۱۱ | برایان شاو             | زیدروناس ساویتسکاس    | تری هالندز            | وینگات، کارولینای شمالی       |
| ۲۰۱۲ | زیدروناس ساویتسکاس (۳) | ویتاوتاس لالاس        | هافتور یولیوش پی‌یرشون | لس آنجلس                      |
| ۲۰۱۳ | برایان شاو (۲)         | زیدروناس ساویتسکاس    | هافتور یولیوش پی‌یرشون | سانیا                         |
| ۲۰۱۴ | زیدروناس ساویتسکاس (۴) | هافتور یولیوش پی‌یرشون | برایان شاو            | لس آنجلس                      |
| ۲۰۱۵ | برایان شاو (۳)         | زیدروناس ساویتسکاس    | هافتور یولیوش پی‌یرشون | پوتراجایا، مالزی              |
| ۲۰۱۶ | برایان شاو (۴)         | هافتور یولیوش پی‌یرشون | ادی هال               | کاسان، بوتسوانا               |
| ۲۰۱۷ | ادی هال                | هافتور یولیوش پی‌یرشون | برایان شاو            | گابورون، بوتسوانا             |
| ۲۰۱۸ | هافتور یولیوش پی‌یرشون  | ماتئوش کیلیسکوفسکی    | برایان شاو            | مانیل، فیلیپین                |
| ۲۰۱۹ | مارتینز لیسیس          | ماتئوش کیلیسکوفسکی    | هافتور یولیوش پی‌یرشون | برادنتون، فلوریدا             |
| ۲۰۲۰ | اولکسی نوویکوف         | تام استالتمن          | ژان فرانسوا کارون     | برادنتون، فلوریدا             |
| ۲۰۲۱ | تام استالتمن           | برایان شاو            | ماکسیم بودرو          | ساکرامنتو، کالیفرنیا          |
| ۲۰۲۲ | تام استالتمن (۲)       | مارتینز لیسیس         | اولکسی نوویکوف        | ساکرامنتو، کالیفرنیا          |
| ۲۰۲۳ | میچل هوپر              | تام استالتمن          | اولکسی نوویکوف        | مرتل بیچ، کارولینای جنوبی     |
| ۲۰۲۴ | تام استالتمن (۳)       | میشل هوپر             | ایوان سینگلتون        | مرتل بیچ، کارولینای جنوبی     |

## قهرمانان چندباره
| قهرمان             | کشور                | تعداد قهرمانی |
| ------------------ | ------------------- | ------------- |
| ماریوس پوجانوفسکی  | لهستان              | ۵             |
| ژان پال سیگمارسون  | ایسلند              | ۴             |
| مگنوس ور مگنوسون   | ایسلند              | ۴             |
| زیدروناس ساویتسکاس | لیتوانی             | ۴             |
| برایان شاو         | ایالات متحده آمریکا | ۴             |
| بیل کازمایر        | ایالات متحده آمریکا | ۳             |
| تام استالتمن       | بریتانیا            | ۳             |
| بروس ویلهلم        | ایالات متحده آمریکا | ۲             |
| جف کیپس            | بریتانیا            | ۲             |
| جوکو آهولا         | فنلاند              | ۲             |

## قهرمانان با بیشترین عنوان اول تا سومی
| دفعات | نام |
| ----- | --- |
| ۱۰    | زیدروناس ساویتسکاس برایان شاو                                                                                        |
| ۸     | هافتور یولیوش پی‌یرشون                                                                                                |
| ۷     | ژان پال سیگمارسون ماریوس پوجانوفسکی                                                                                  |
| ۶     | مگنوس ور مگنوسون جف کیپس                                                                                             |
| ۵     | بیل کازمایر مگنوس ساموئلسون تام استالتمن                                                                             |
| ۳     | لارس هدلوند آب وولدرز جیمی ریوز ریکو کیری جوکو آهولا جان ویرتانن اسوند کارلسن الکسی نوویکوف                          |
| ۲     | بروس ویلهلم دون راینهود گری تیلور گریت بادنهورست واسیل ویراستیوک تری هالندز ادی هال ماتئوش کیلیسکوفسکی مارتینز لیسیس |

## قهرمانی‌ها بر اساس کشور
| کشور                | طلا | نقره | برنز | مجموع |
| ------------------- | --- | ---- | ---- | ----- |
| ایالات متحده آمریکا | ۱۲  | ۹    | ۱۰   | ۳۱    |
| ایسلند              | ۹   | ۷    | ۵    | ۲۱    |
| بریتانیا            | ۷   | ۴    | ۸    | ۱۹    |
| لهستان              | ۵   | ۵    | ۰    | ۱۰    |
| لیتوانی             | ۴   | ۷    | ۰    | ۱۱    |
| فنلاند              | ۳   | ۳    | ۵    | ۱۱    |
| اوکراین             | ۲   | ۰    | ۳    | ۵     |
| سوئد                | ۱   | ۳    | ۴    | ۸     |
| هلند                | ۱   | ۲    | ۴    | ۷     |
| کانادا              | ۱   | ۱    | ۳    | ۵     |
| نروژ                | ۱   | ۱    | ۱    | ۳     |
| دانمارک             | ۰   | ۲    | ۰    | ۲     |
| آفریقای جنوبی       | ۰   | ۱    | ۱    | ۲     |
| اتریش               | ۰   | ۱    | ۰    | ۱     |
| لتونی               | ۰   | ۰    | ۱    | ۱     |
| روسیه               | ۰   | ۰    | ۱    | ۱     |